# Крилів (Рівненський район)
Кри́лів — село у складі Корецької громади Рівненського району Рівненської області; колишній центр Крилівської сільської ради. Населення — 1 600 осіб; перша згадка — 1568 рік. У селі є загальноосвітня школа І–ІІІ ступенів, будинок культури, публічно-шкільна бібліотека, сільська лікарська амбулаторія, Свято-Іоано-Златоустська церква. У 1967 році у селі встановлено пам'ятний знак землякам, які загинули у німецько-радянській війні.
У 1648 році через село проходили частини війська Богдана Хмельницького, які разом з місцевими жителями розгромили панський маєток.

## Відомі уродженці села

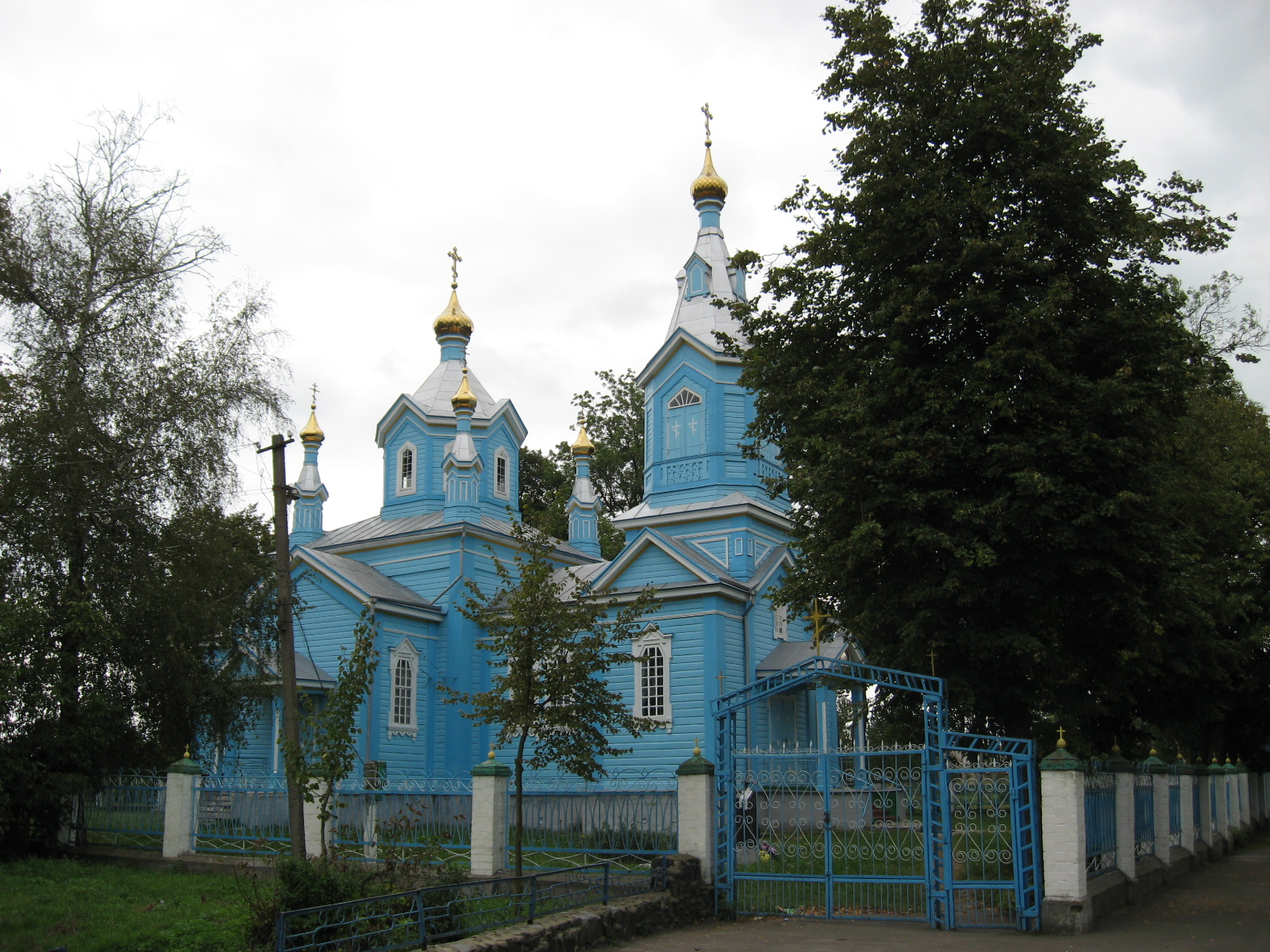

1. Іван Іванович Лук'янчук (р. 1987) — вокаліст гурту «Крик Душі».